# Championnat d'Eswatini de football 2022-2023
Navigation
Édition précédente Édition suivante
La saison 2022-2023 du Championnat d'Eswatini de football est la quarante-cinquième édition de la Premier League, le championnat national de première division en Eswatini. Quatorze équipes sont regroupées au sein d'une poule unique où elles affrontent deux fois leurs adversaires, à domicile et à l'extérieur. En fin de saison, les deux derniers du classement sont relégués et remplacés par les deux meilleures équipes de deuxième division.
Le championnat revient cette saison à 14 équipes.
Royal Leopards est le tenant du titre, en fin de saison Green Mamba remporte le championnat et son troisième titre de son histoire.

## Participants
- Denver Sundowns Football Club
- Manzini Wanderers Football Club
- Young Buffaloes Football Club
- Moneni Pirates Football Club
- Mbabane Highlanders
- Mbabane Swallows Football Club
- Tambuti FC
- Green Mamba Football Club
- Royal Leopards Football Club
- Manzini Sea Birds Football Club
- Tambankulu Callies Football Club
- Vovovo FC est renommé Nsingizini Hotspurs[2]
- Madlenya - Promu de D2
- Seven Dreams - Promu de D2

## Compétition

### Classement
Le classement est établi sur le barème de points suivant : victoire à 3 points, match nul à 1, défaite à 0.
| Rang | Équipe                        | Pts | J  | G  | N  | P  | Bp | Bc | Diff |
| ---- | ----------------------------- | --- | -- | -- | -- | -- | -- | -- | ---- |
| 1    | Green Mamba                   | 61  | 26 | 20 | 1  | 5  | 50 | 22 | +28  |
| 2    | Young Buffaloes FC            | 58  | 26 | 16 | 10 | 0  | 49 | 18 | +31  |
| 3    | Mbabane Swallows              | 54  | 26 | 16 | 6  | 4  | 53 | 19 | +34  |
| 4    | Mbabane Highlanders           | 51  | 26 | 15 | 6  | 5  | 33 | 17 | +16  |
| 5    | Royal Leopards FC             | 39  | 26 | 11 | 6  | 9  | 37 | 28 | +9   |
| 6    | Nsingizini Hotspurs           | 38  | 26 | 10 | 8  | 8  | 32 | 34 | -2   |
| 7    | Moneni Pirates                | 34  | 26 | 9  | 7  | 10 | 21 | 28 | -7   |
| 8    | Denver Sundowns Football Club | 32  | 26 | 8  | 8  | 10 | 28 | 25 | +3   |
| 9    | Manzini Sea Birds FC          | 28  | 26 | 6  | 10 | 10 | 36 | 39 | -3   |
| 10   | Manzini Wanderers             | 27  | 26 | 8  | 3  | 15 | 22 | 42 | -20  |
| 11   | Madlenya P                    | 25  | 26 | 7  | 4  | 15 | 28 | 36 | -8   |
| 12   | Tambuti FC                    | 23  | 26 | 6  | 5  | 15 | 22 | 33 | -11  |
| 13   | Seven Dreams P                | 15  | 26 | 2  | 9  | 15 | 13 | 54 | -41  |
| 14   | Tambankulu Callies FC         | 15  | 26 | 2  | 9  | 15 | 13 | 42 | -29  |

|  | Qualification pour la Ligue des champions de la CAF 2023-2024 |
|  | Qualification pour la Coupe de la confédération 2023-2024     |
|  | Relégation directe en deuxième division                       |
|  | T : Tenant du titre P : Promu de deuxième division            |

## Bilan de la saison
| Championnat d'Eswatini de football 2022-2023 |                                      |
| Champion                                     | Green Mamba Football Club (3e titre) |
| Qualifications continentales                 |                                      |
| Ligue des champions de la CAF 2023-2024      | Green Mamba Football Club            |
| Coupe de la confédération 2023-2024          | Young Buffaloes Football Club        |
| Promotions et relégations                    |                                      |
| Promus en Premier League                     | Illovo                               |
| Promus en Premier League                     | Shiselweni Rangers FC                |
| Relégués en First Division League            | Seven Dreams                         |
| Relégués en First Division League            | Tambankulu Callies FC                |